# Kamen Goranov
Kamen Lozanov Goranov (bulharsky Камен Лозанов Горанов, * 7. června 1948 Klisurica, Bulharsko) je bývalý bulharský zápasník, reprezentant v zápase řecko-římském. V roce 1976 vybojoval na olympijských hrách v Montrealu stříbrnou medaili v kategorii do 100 kg. V roce 1973 a 1974 vybojoval stříbrnou a v roce 1975 zlatou medaili na mistrovství světa. V roce 1973 vybojoval stříbro, v roce 1974 zlato a v roce 1976 čtvrté místo na mistrovství Evropy.